# 니시하루치카촌
니시하루치카촌(일본어: 西春近村)은 일본 나가노현 가미이나군에 있던 촌이다. 현재의 이나시에 해당한다.

## 역사
- 1875년 1월 23일 - 5촌이 합병해 니시하루치카촌이 성립하였다.
- 1889년 4월 1일 - 정촌제 시행에 의해 니시하루치카촌이 단독으로 자치체를 형성하였다.

## 교통

### 철도
- 일본국유철도
  - 이다선

### 도로
- 국도 제153호선

## 참고문헌
- 角川日本地名大辞典 20 長野県